# Acaenacis taciti
Acaenacis taciti är en stekelart som först beskrevs av Girault 1917.  Acaenacis taciti ingår i släktet Acaenacis och familjen puppglanssteklar. Inga underarter finns listade i Catalogue of Life.